# Флаг Шадринского района
Флаг Ша́дринского муниципального района — официальный символ Шадринского района Курганской области Российской Федерации, служит в деле сохранения и приумножения исторических традиций шадринского края, в формировании нравственной, политической и правовой культуры граждан, и необходимый атрибут муниципальных органов власти.

## Описание
Флаг Шадринского района воспроизводит элементы символики герба.
Главным элементом флага является геральдическое изображение знаменитого шадринского гуся, ещё в старину прославившего край. Гусь — это гордая, смелая птица, которая верна своему семейству и всегда готова его защищать. На флаге птица серебряного (белого) цвета, который символизирует святого архангела Михаила, покровителя шадринской земли.
Изгиб синего цвета символизирует главную реку района Исеть, её М-образный контур — упоминание о Т. С. Мальцеве.